# حزب المحافظين (مصر)
حزب المحافظين هو حزب سياسي في مصر. يميل في مرجعيته إلى يمين الوسط، أسس الحزب الكاتب والصحفي مصطفى عبد العزيز. ضم الحزب في تأسيسه العديد من الصحفيين المصريين البارزين والشخصيات العامة. الزعيم الحالي أكمل قرطام كان عضوا مؤثرا في الحزب الوطني الديمقراطي. جمد الحزب جميع أنشطته في عام 2010، رفضًا للقوانين السياسية والأمنية التي فرضها نظام مبارك السابق على الأحزاب السياسية الأخرى في تلك الحقبة، وكذلك بسبب قلة التمويل لديه. لكن بعد الثورة المصرية عام 2011، ومع وجود قوانين جديدة حرة للنشاط السياسي، أخطر الحزب المؤسسات الحكومية بأنه سيعود إلى النشاط مرة أخرى. الحزب جزء من المعارضة السياسية المصرية.

## روابط خارجية
- حزب المحافظين في الهيئة العامة للاستعلامات (SIS)[وصلة مكسورة]
- www.elmohafezeen.com